# Commune de Paris (film)
Pour les articles homonymes, voir Commune de Paris (homonymie).
Pour plus de détails, voir Fiche technique et Distribution.
Commune de Paris est un film documentaire français réalisé en 1951 par Robert Ménégoz et sorti en 1957.

## Fiche technique
- Titre : Commune de Paris
- Réalisation : Robert Ménégoz
- Conseillers historiques : Jean Dautry et Albert Soboul[1]
- Scénario : Henri Bassis
- Photographie : André Dumaître
- Montage : Ginette Ducoureau
- Musique : Joseph Kosma
- Production : Les Amis de la Commune
- Pays de production :  France
- Genre : documentaire
- Durée : 25 minutes
- Date de sortie : Union soviétique - 6 avril 1957[2]

## Distribution
- Julien Bertheau : voix

## À propos du film
Le site Ciné Archives indique que le film « fut interdit par la censure lors de la première demande de visa au prétexte de "considérations fallacieuses et insultantes à l'égard de Monsieur Thiers". Le visa non-commercial ne lui fut accordé que le 27 juin 1956, après quatre ans de distribution quasi clandestine ». Le site précise en outre qu'André Marty supervisa politiquement Commune de Paris.